# Gunnleifur Gunnleifsson
Gunnleifur Vignir Gunnleifsson (ur. 14 lipca 1975 w Reykjavíku) – islandzki piłkarz, grający na pozycji bramkarza.
Występuje w Hafnarfjarðar, do którego trafił przed sezonem 2010. W reprezentacji Islandii zadebiutował w 2000 roku. Do tej pory zaliczył 22 gier w narodowych barwach (stan na 18 maja 2012).